# Lopholejeunea evansiana
Lopholejeunea evansiana är en bladmossart som beskrevs av Frans Verdoorn. Lopholejeunea evansiana ingår i släktet Lopholejeunea och familjen Lejeuneaceae. Inga underarter finns listade i Catalogue of Life.